# Timothy O’Donnell
Timothy O’Donnell (* 1. Oktober 1980 in Shavertown (Pennsylvania)) ist ein US-amerikanischer Triathlet. Er ist Triathlon-Weltmeister auf der ITU-Langdistanz (2009), zweifacher Ironman-Sieger (2013, 2017) und er wird in der Bestenliste US-amerikanischer Triathleten auf der Ironman-Distanz geführt.

## Werdegang
Timothy O’Donnell startet seit 2007 für das amerikanische Nationalteam.

### Weltmeister Triathlon-Langdistanz 2009
Im Oktober 2009 wurde der damals 29-Jährige in Australien Triathlon-Weltmeister auf der Langdistanz (3 km Schwimmen, 80 km Radfahren und 20 km Laufen) der Internationalen Triathlon-Union (ITU).

Am 1. August 2010 startete er in Immenstadt im Allgäu als Titelverteidiger bei der Langdistanz-WM und holte sich hinter dem Franzosen Sylvain Sudrie den Vize-Weltmeistertitel.
Im November 2010 wurde er in Florida Dritter bei der Ironman 70.3 World Championship.

### Ironman-Distanz seit 2011
Bei seinem ersten Start auf der Ironman-Distanz wurde er 2011 in Texas auf Anhieb Zweiter. Im Mai 2013 holte er sich in Brasilien seinen ersten Ironman-Sieg und im Oktober beim Ironman Hawaii wurde er Fünfter.
Hinter den beiden Deutschen Jan Frodeno und Andreas Raelert wurde er im Oktober 2015 Dritter bei der Ironman World Championship auf Hawaii.
Im März 2016 konnte er zum dritten Mal den Ironman 70.3 Puerto Rico gewinnen. Den Ironman Boulder gewann er im Juni 2017 mit neuem Streckenrekord.
Beim Ironman Hawaii 2018 belegte er den vierten Rang. Im Oktober 2019 wurde er Zweiter und erzielte damit sein bestes Ergebnis bei den Ironman World Championships auf Hawaii. Seit 2019 ist Tim O’Donnell auch als Co-Präsident der Professional Triathletes Organisation tätig.
Im März 2021 erlitt der 40-Jährige bei der Challenge Miami wie sich erst später herausstellte einen Herzinfarkt, beendete das Rennen aber noch auf dem elften Rang. 
Im Frühjahr 2022 kündigte er an, im Mai beim Ironman 70.3 Chattanooga (Ironman 70.3 North American Championship) wieder starten zu wollen.
Im April 2023 gewann der 42-Jährige mit dem Ironman 70.3 Peru sein 13. Ironman-70.3-Rennen.

### Privates
Seit Dezember 2013 ist er mit der australischen Triathletin Mirinda Carfrae (* 1981) verheiratet und er lebt mit ihr zusammen in Boulder (Colorado). Er hat eine Tochter und einen Sohn.

## Sportliche Erfolge
| Datum/Jahr    | Rang | Wettbewerb                       | Austragungsort   | Zeit     | Bemerkung                                                                                       |
| ------------- | ---- | -------------------------------- | ---------------- | -------- | ----------------------------------------------------------------------------------------------- |
| 23. Apr. 2023 | 1    | Ironman 70.3 Peru                | Lima             | 03:46:11 |                                                                                                 |
| 23. Sep. 2018 | 1    | Ironman 70.3 Augusta             | Augusta          | 03:42:07 |                                                                                                 |
| 5. Aug. 2018  | 1    | Ironman 70.3 Gdynia              | Gdynia           | 03:47:40 |                                                                                                 |
| 22. Apr. 2018 | 2    | Ironman 70.3 Florianópolis       | Florianópolis    | 03:50:23 | bei der Erstaustragung                                                                          |
| 10. Sep. 2017 | 3    | Ironman 70.3 Santa Cruz          | Santa Cruz       | 03:35:31 |                                                                                                 |
| 13. Mai 2017  | 3    | Ironman 70.3 Santa Rosa          | Sonoma County    | 03:54:19 |                                                                                                 |
| 2. Apr. 2017  | 2    | Ironman 70.3 Texas               | Galveston Island | 03:46:19 |                                                                                                 |
| 19. März 2017 | 2    | Ironman 70.3 Taiwan              | Kenting          |          |                                                                                                 |
| 27. Jan. 2017 | 9    | Ironman 70.3 Dubai               | Dubai            | 03:47:53 | Mitteldistanz                                                                                   |
| 20. März 2016 | 1    | Ironman 70.3 Puerto Rico         | San Juan         | 03:56:28 |                                                                                                 |
| 5. Apr. 2015  | 2    | Ironman 70.3 Brasil              | Brasilia         | 03:42:40 |                                                                                                 |
| 6. Juli 2014  | 1    | Challenge St. Andrews            | St. Andrews      | 03:53:03 | Sieg bei der Erstaustragung                                                                     |
| 4. Mai 2014   | 1    | Ironman 70.3 St. Croix           | Saint Croix      | 04:07:00 |                                                                                                 |
| 6. Apr. 2014  | 2    | Ironman 70.3 Brasil              | Brasilia         |          |                                                                                                 |
| 8. Sep. 2013  | 8    | Ironman 70.3 World Championships | Las Vegas        | 03:59:36 | [ 5 ]                                                                                           |
| 17. März 2013 | 3    | Ironman 70.3 San Juan            | San Juan         | 03:51:19 |                                                                                                 |
| 15. Juli 2012 | 2    | Ironman 70.3 Lake Stevens        | Washington       |          |                                                                                                 |
| 29. Apr. 2012 | 3    | 5150 St. Anthony's Triathlon     | St. Petersburg   |          |                                                                                                 |
| 1. Apr. 2012  | 1    | Ironman 70.3 Texas               | Galveston Island | 03:47:40 | US Triathlon Pro Championships                                                                  |
| 18. März 2012 | 1    | Ironman 70.3 Puerto Rico         | San Juan         | 03:51:32 | erfolgreiche Titelverteidigung                                                                  |
| 31. Juli 2011 | 1    | Ironman 70.3 Calgary             | Calgary          | 03:56:24 | [ 7 ]                                                                                           |
| 10. Juli 2011 | 1    | 5150 Boulder                     | Boulder          | 01:51:52 |                                                                                                 |
| 17. Apr. 2011 | 12   | Ironman 70.3 New Orleans         | New Orleans      | 03:31:22 | Witterungsbedingt wurde das Rennen auf verkürztem Kurs – ohne die Schwimmdistanz – ausgetragen. |
| 10. Apr. 2011 | 3    | Ironman 70.3 Texas               | Galveston Island | 03:48:16 |                                                                                                 |
| 19. März 2011 | 1    | Ironman 70.3 Puerto Rico         | San Juan         | 03:49:29 | [ 8 ]                                                                                           |
| 5. Dez. 2010  | 1    | Ironman 70.3 Asia Pacific        | Phuket           | 03:59:42 |                                                                                                 |
| 13. Nov. 2010 | 3    | Ironman 70.3 World Championships | Clearwater       | 03:44:18 |                                                                                                 |
| 22. Aug. 2010 | 3    | Ironman 70.3 Timberman           | New Hampshire    |          |                                                                                                 |
| 16. Mai 2010  | 1    | Ironman 70.3 Florida             | Orlando          | 03:51:18 |                                                                                                 |
| 2. Mai 2010   | 2    | Ironman 70.3 St. Croix           | St. Croix        | 04:06:39 | erneut zweiter Rang hinter Terenzo Bozzone                                                      |
| 25. Apr. 2010 | 2    | Ironman 70.3 Texas               | Galveston Island | 03:49:35 | Zweiter hinter dem Neuseeländer Terenzo Bozzone                                                 |
| 2. Aug. 2009  | 1    | Ironman 70.3 Calgary             | Calgary          | 03:55:29 | [ 11 ] [ 12 ]                                                                                   |
| 14. Juni 2009 | 2    | Ironman 70.3 Kansas              | Kansas           | 03:50:44 |                                                                                                 |
| 5. Apr. 2009  | 3    | Ironman 70.3 New Orleans         | New Orleans      | 03:55:08 |                                                                                                 |
| 3. Mai 2009   | 1    | Ironman 70.3 St. Croix           | St. Croix        |          |                                                                                                 |
| 2009          | 1    | 5430 Long Course Triathlon       | Boulder          | 03:45:51 |                                                                                                 |
| 2008          | 2    | 5430 Long Course Triathlon       | Boulder          | 03:51:16 |                                                                                                 |

| Datum/Jahr    | Rang | Wettbewerb                                      | Austragungsort     | Zeit     | Bemerkung |
| ------------- | ---- | ----------------------------------------------- | ------------------ | -------- | --- |
| 12. Okt. 2019 | 2    | Ironman Hawaii                                  | Hawaii             | 07:59:40 | persönliche Bestzeit auf der Ironman-Distanz                                                                                |
| 13. Okt. 2018 | 4    | Ironman Hawaii                                  | Hawaii             | 08:03:17 | |
| 14. Okt. 2017 | 19   | Ironman Hawaii                                  | Hawaii             | 08:33:53 | |
| 11. Juni 2017 | 1    | Ironman Boulder                                 | Boulder (Colorado) | 08:13:30 | Sieger mit neuem Streckenrekord                                                                                             |
| 8. Okt. 2016  | 6    | Ironman Hawaii                                  | Hawaii             | 08:16:20 | |
| 10. Okt. 2015 | 3    | Ironman Hawaii                                  | Hawaii             | 08:18:50 | |
| 31. Mai 2015  | 2    | Ironman Brasil                                  | Florianópolis      |          | |
| 16. Nov. 2014 | 5    | Ironman Arizona                                 | Tempe              | 08:11:00 | |
| 12. Okt. 2013 | 5    | Ironman Hawaii                                  | Hawaii             | 08:22:25 | [ 13 ] |
| 26. Mai 2013  | 1    | Ironman Brasil                                  | Florianópolis      | 08:01:31 | |
| 13. Okt. 2012 | 8    | Ironman Hawaii                                  | Hawaii             | 08:33:28 | |
| 24. Juni 2012 | 2    | Ironman Coeur d’Alene                           | Idaho              | 08:41:36 | |
| 21. Mai 2011  | 2    | Ironman Texas                                   | The Woodlands      | 08:09:50 | zweiter Rang – bei seinem ersten Start auf der Ironman-Distanz (3,86 km Schwimmen, 180,2 km Radfahren und 42,195 km Laufen) |
| 1. Aug. 2010  | 2    | ITU Long Distance Triathlon World Championships | Immenstadt         |          | Zweiter bei der Langdistanz-WM hinter dem Franzosen Sylvain Sudrie                                                          |
| 25. Okt. 2009 | 1    | ITU Long Distance Triathlon World Championships | Perth              | 03:48:15 | Sieg und Langdistanz-Weltmeister                                                                                            |

(DNF – Did Not Finish)